# Arumugam Vijiaratnam
Dr. Arumugam Vijiaratnam (24 de agosto de 1921 – 18 de fevereiro de 2016) foi o único singapuriano que representou Singapura em quatro esportes — hóquei, críquete, futebol e rugby — feito de 1946 a 1956. Ele também detém a distinção de ser o primeiro engenheiro de Singapura. 
Vijiaratnam representou Singapura nos Jogos Olímpicos de Melbourne de 1956 em hóquei, onde foi fundamental na derrota 6-1 dos Estados Unidos.
Vijiaratnam estudou na escola de Vitória de 1937 a 1940. Ele foi um dos primeiros estudiosos do governo para demonstrar que o esporte e os estudos poderiam ser equilibrado com sucesso. Ele foi premiado com bolsas do governo para estudar engenharia no Colégio Técnico de Kuala Lumpur em 1941 e no Colégio de Tecnologia Avançada de Brighton em 1950 onde se graduou com um diploma de engenharia. Ele foi o capitão das equipas de hóquei e críquete no Colégio de Tecnologia Avançada de Brighton. 
Depois ele voltou para Singapura em 1953, ele trabalhou para o Departamento de Obras Públicas e Porto de Autoridade da Singapura (PAS). Aposentou-se do PSA como o diretor de engenharia com a idade de 75. Ele se tornou o primeiro pró-reitor da Universidade Tecnológica de Nanyang em 1992 e serviu-se até 2005.